# Gavorrano
Gavorrano es un comune y localidad italiana de la provincia de Grosseto, en la región de la Toscana. Su población es de 8517 habitantes (2004), en una superficie de 164,04 km².

## Demografía
| Gráfica de evolución demográfica de Gavorrano entre 1861 y 2001 |
|                                                                 |
| Fuente ISTAT - elaboración gráfica de Wikipedia                 |

## Lugares de interés

### Edificios religiosos
- Iglesia de San Giuliano.
- Oratorio del Santísimo Sacramento.
- Iglesia de San Cosme y San Damián.
- Iglesia de San Rocco.